# Colverde
Colverde es una comuna italiana perteneciente a la provincia de Como de la región de Lombardía.
El actual municipio fue fundado el 4 de febrero de 2014 mediante la fusión de las hasta entonces comunas separadas de Drezzo, Gironico y Parè (la actual capital municipal).
En 2020, el municipio tenía una población de 5388 habitantes.
Comprende un conjunto de pequeñas localidades rurales ubicadas unos 5 km al oeste de la capital provincial Como. El municipio es fronterizo al norte con Suiza, hallándose al otro lado de la frontera la ciudad de Chiasso. La zona fronteriza cubre parte del parque natural regional Spina Verde di Como. El municipio está atravesado por la carretera SP17, vía de montaña que une Como con Varese.